# Носилово
Носилово (бел. Насі́лава) — деревня в Молодечненском районе Минской области Беларуси, в составе Тюрлевского сельсовета. Население 1253 человека (2009).
До 1958 года являлась центром Носиловского сельсовета (ныне — Тюрлевского сельсовета).

## География
Носилово примыкает с запада к городу Молодечно, фактически являясь его пригородом. Местность принадлежит бассейну Немана. В деревне существует водохранилище, через него протекает небольшая река Невяжа, приток Уши. Через деревню проходит автодорога Р106 (Молодечно — Сморгонь). Также в деревне находится ж/д платформа Насилово на линии Минск — Молодечно — Вильнюс.

### Транспорт
В Носилово регулярно ходят городские автобусы 5, 21. Также через деревню проходят несколько пригородных автобусов.

## Этимология
Название деревни — производное от фамилии Носилов.

## История
В 1544 году Носилово упоминается, как собственность витебского воеводы Юрия Насиловского, который был правнуком известного государственного деятеля ВКЛ Андрея Саковича, сын которого — тоже Юрий — стал основателем рода Насиловских (Носиловских). Административно принадлежало Виленскому воеводству. Упоминается в 1674 году как деревня Насилово или, иначе, Рудое Село в Ошмянском повете ВКЛ.
Во время Северной войны здесь останавливался шведский король Карл XII. В XVIII веке имение принадлежало Леговичам, которые в 1765 году построили здесь деревянную униатскую Преображенскую церковь (на месте разрушенной крепости).
В результате второго раздела Речи Посполитой (1793) Носилово оказалось в составе Российской империи; в Вилейском уезде Минской губернии. В 1800 году здесь был 31 двор, 170 жителей, принадлежала деревня В. Леговичу. После подавления восстания 1830 года униатская Преображенская церковь была передана православным.
В первую мировою войну село было оккупировано кайзеровскими войсками, Преображенская церковь была сожжена в ходе боевых действий. В результате Рижского мирного договора 1921 года Носилово вошло в состав межвоенной Польши, где было в составе Вилейского повета сначала в Новогрудском воеводстве, а с 1922 года в Виленском воеводстве. В 1925 году здесь был 51 двор и 285 жителей. С 1939 года в составе БССР.
С июня 1941 года по июль 1944 года Носилово находилось под немецко-фашистской оккупацией, в память о земляках, погибших в войну, в 1971 году был возведён памятник.
До 1958 года являлась центром Носиловского сельсовета (ныне — Тюрлевского сельсовета).
В 2001 году была выстроена новая каменная православная церковь, которая получила имя погибшего исторического храма — церковь Преображения Господня.

## Население

### Численность
- 2019 год — 1 242 жителей

### Динамика
- 1800 год — 31 двор, 170 жителей
- 1925 год — 51 двор, 285 жителей
- 1999 год — 1 274 жителей
- 2000 год — 702 двора, 1899 жителей
- 2009 год — 1 253 жителей
- 2010 год — 1 279 жителей
- 2019 год — 1 242 жителей

## Культура
- Дом культуры

## Достопримечательность
- Памятник землякам, советским воинам и партизанам, погибшим в Великой Отечественной войне
- Городище культуры штрихованной керамики и банцеровской культуры  I—XVII вв.
- Спасо-Преображенская церковь (2006)

## Галерея

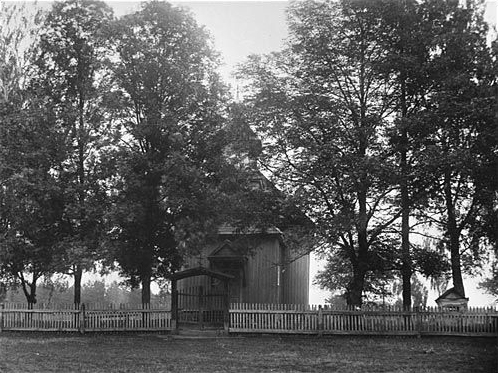
Церковь Преображения (не сохранилась). Фото начала XX века
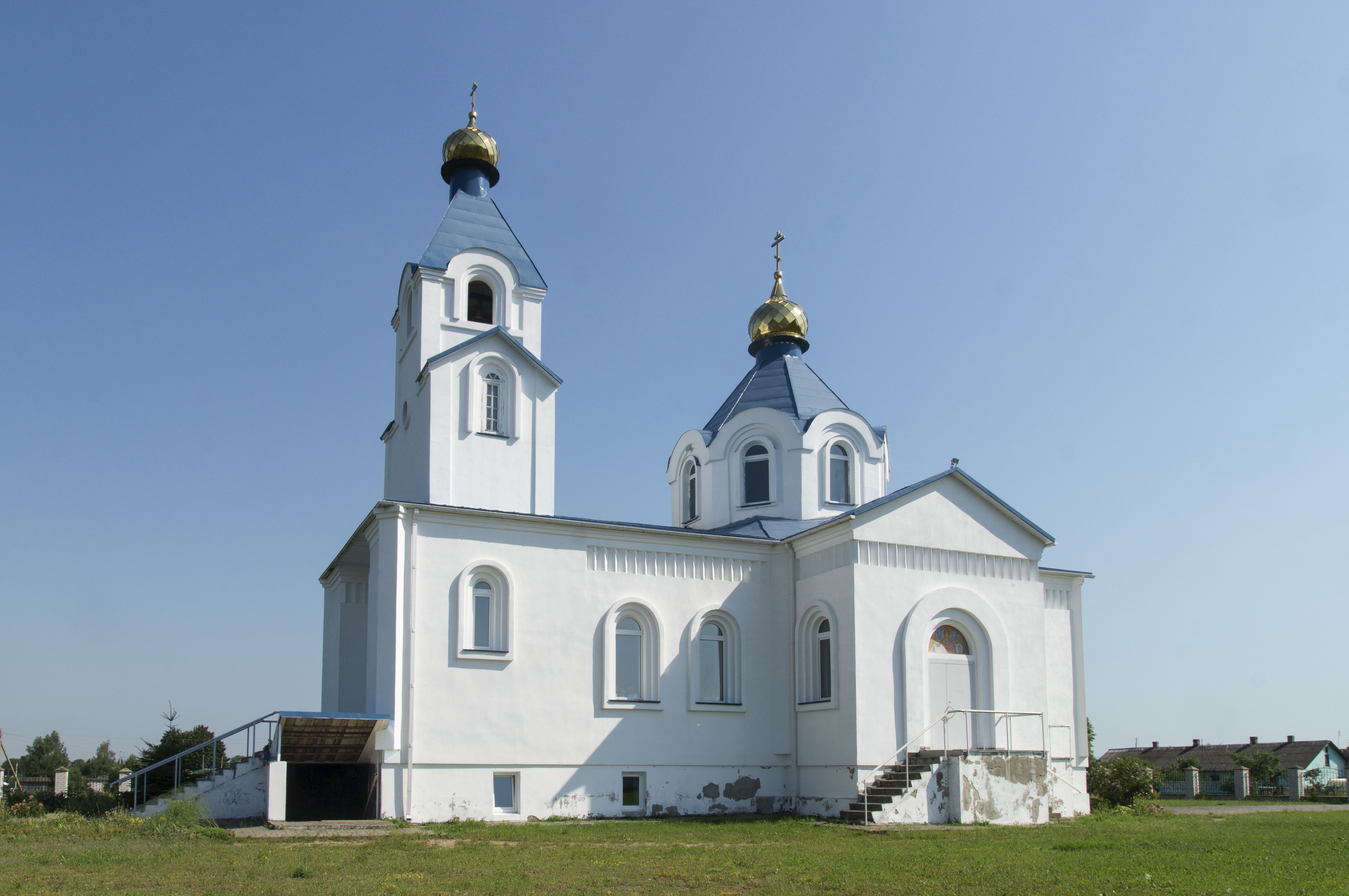
Современная Спасо-Преображенская церковь
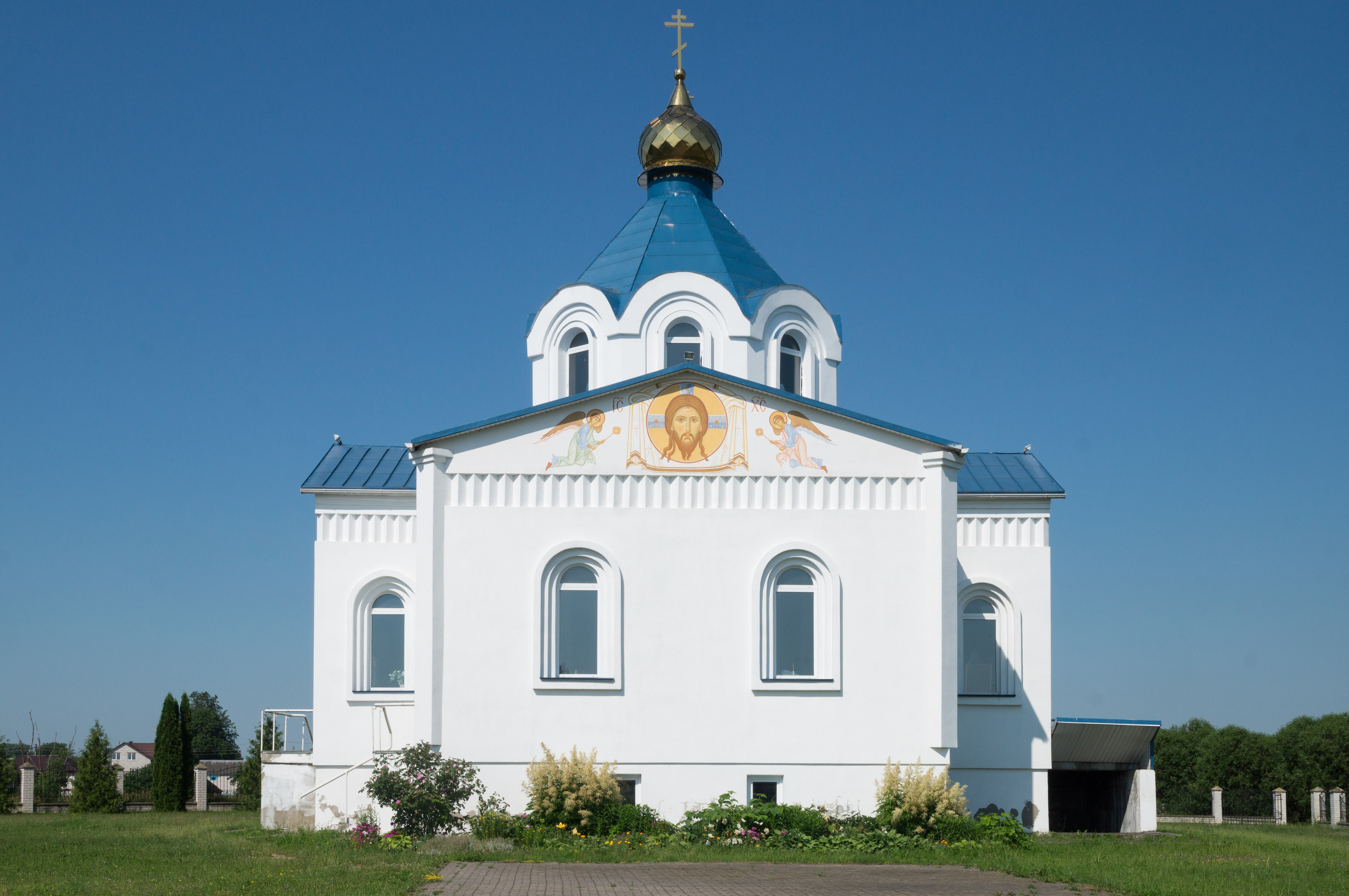
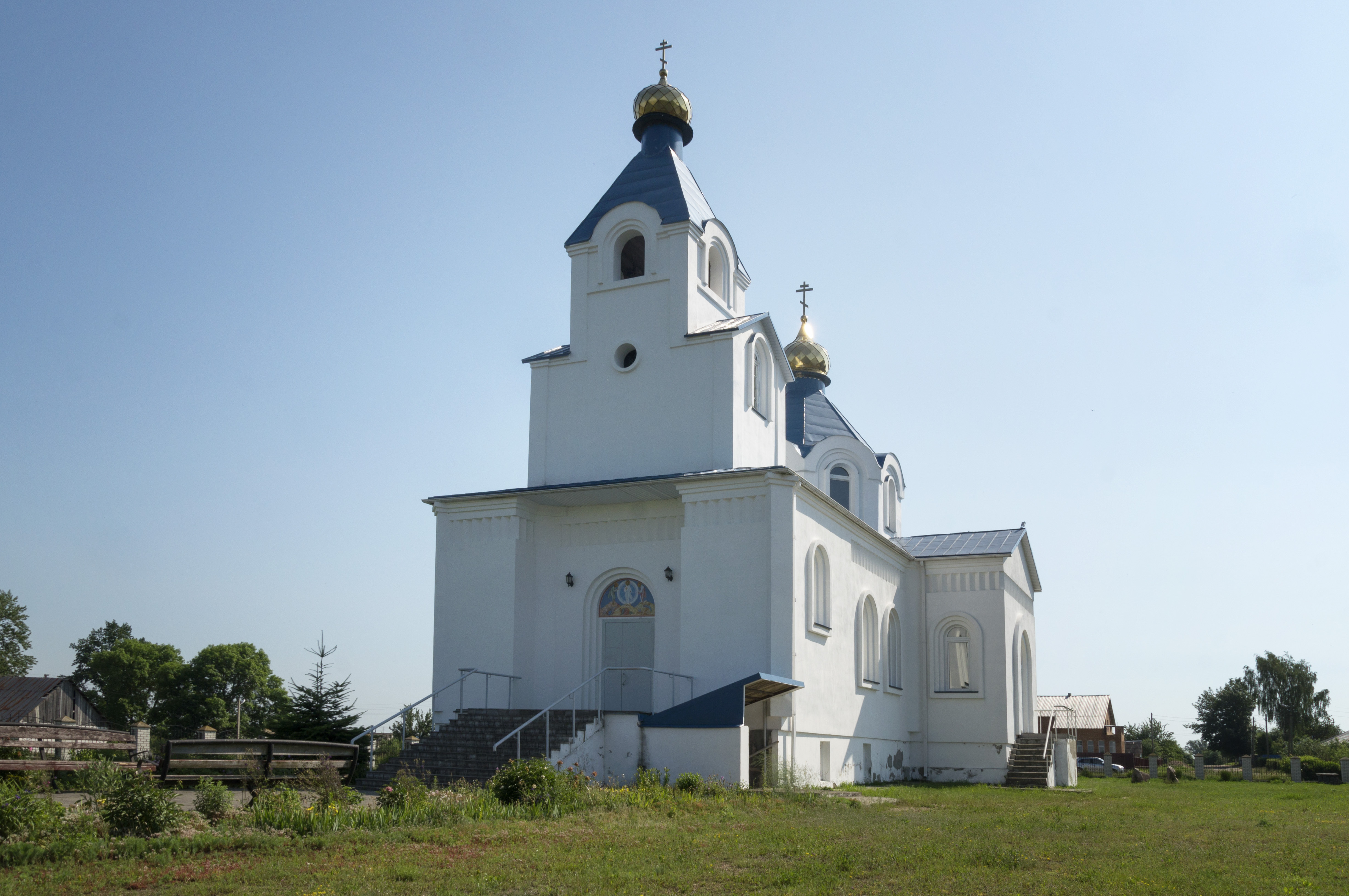
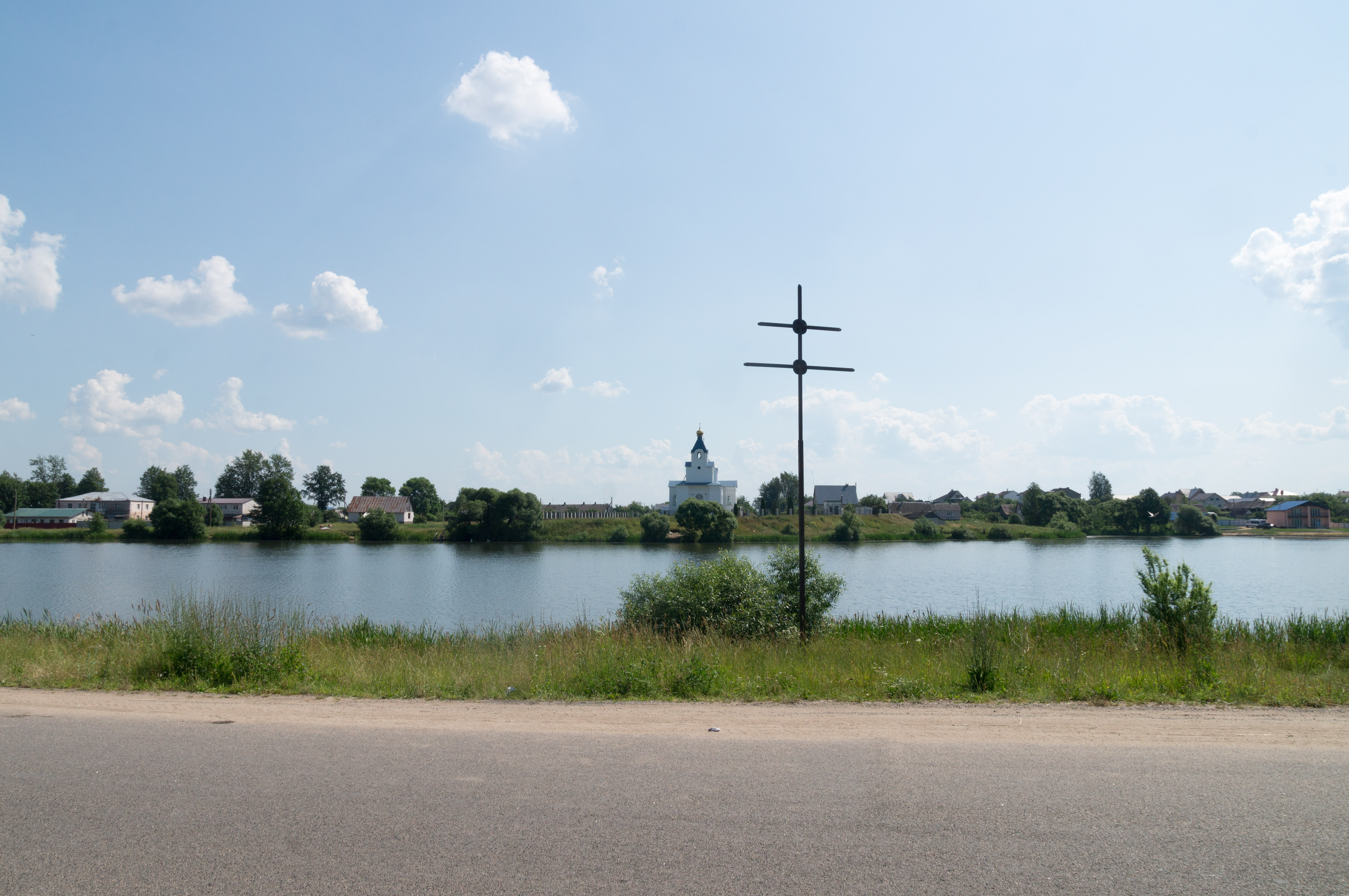
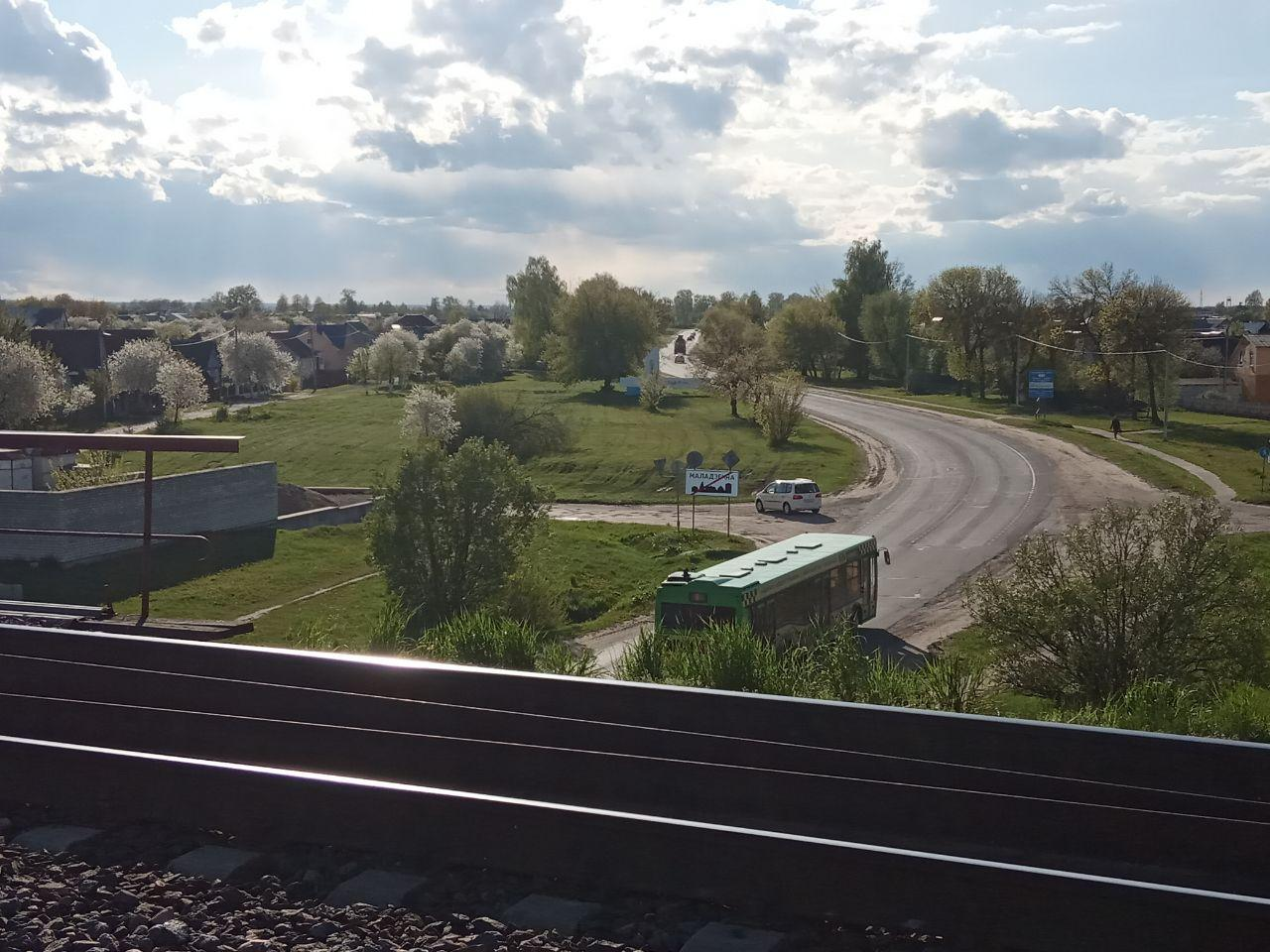